# Badger Badger Badger
Pour les articles homonymes, voir Badgers.
Badger Badger Badger nommé parfois Badgers est une animation Flash réalisée par le britannique Jonti Picking, webmaster de weebl's stuff.
Le nom de la vidéo vient du fait que les principaux protagonistes sont des blaireaux (badger en anglais).
Considérée comme un mème, cette animation dépourvue de sens se répète à l'infini, montrant trois plans qui se succèdent, accompagnés d'une musique électronique:
- Tout d'abord on voit des blaireaux, onze ou douze selon les scènes[2] en train de faire des flexions, jambes et bras écartés. Sur ce plan, la voix-off répète badger badger badger onze ou douze fois (selon le nombre de blaireaux présents sur la scène).
- Ensuite, la caméra montre un champignon, probablement une amanite tue-mouches. La voix-off dit mushroom mushroom (champignon en français)
- Ces deux plans se répètent trois fois, puis sont suivis d'un nouveau plan, représentant un serpent de profil qui avance dans le désert, pendant que la voix-off dit Snake, a snake, ooooh, it's a snake (Snake signifie serpent en français).

Manifestement, le but est que le spectateur ait la musique dans la tête.
L'animation, publiée le 2 septembre 2003, se répète indéfiniment ; cependant, si on laisse l'animation trop longtemps, on observe un décalage entre le son et l'image.
Cette vidéo a été remixée plusieurs fois par son auteur ou par des internautes, parfois à l’occasion de certains événements, créant ainsi de nouvelles versions :
- pour des fêtes : Noël , Halloween  ;
- pour des coupes de football : Euro 2004 , Coupe du monde 2010  ;
- avec des images réelles , etc.